# 丛菔属
丛菔属（学名：Solmslaubachia）是十字花科下的一个属，为一年生或多年生直立或垫状草本植物。该属共有12种，分布于中国青海、四川、云南、西藏以及锡金。